# Malmberget
Malmberget (Fins: Malmivaara; Lule-Samisch: Málmmavárre) (letterlijk "De Ertsberg") is een stadje in de gemeente Gällivare in de provincie Norrbottens län in Zweden.

## Plaats
Malmberget maakt deel uit van een kleine agglomeratie in dit gebied; de plaatsen Gällivare, Malmberget en Koskullskulle liggen bijna tegen elkaar aan en vormen zo een stedelijk gebied in een voor de rest leeg landschap vol bossen. Malmberget is gebouwd ten noorden van de plaats Gällivare en is alleen via die plaats te bereiken. Andere wegen vanuit Malmberget lopen dood in een moerasgebied.

## Mijnen

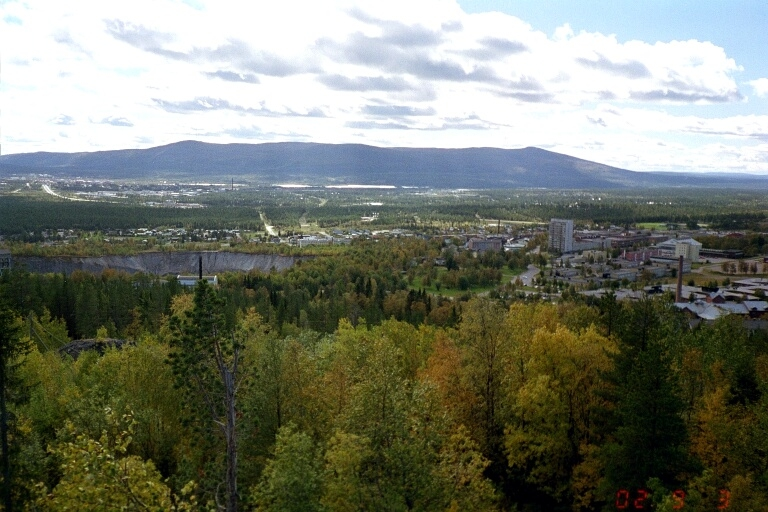
Uitzicht op Malmberget

Malmberget is het meest bekend door de vele mijnen rond de stad, waarin sinds 1741 ijzererts wordt gewonnen. Gropen is een bekend stuk open mijn die het stadje door tweeën deelt. Dit kan ook eventuele problemen geven met de verzakking van grond waardoor mensen moeten verhuizen. Voor de afvoer van ertsen uit de mijnen is een spoorlijn aanwezig dat aansluit op de Ertsspoorlijn in noord Zweden. Het belangrijkste mijnbouwbedrijf is Luossavaara-Kiirunavaara Aktiebolag (LKAB).

## Bekende inwoners
- Harry Ahman - Zweedse schaker

Äijävaara · Alapää · Alavaara · Allavaara · Arro · Avvakko · Björkberget · Bönträsk · Dokkas · Fjällnäs · Flakaberg · Gällivare · Granhult · Grenselet · Grodberget · Hakkas · Härkmyran · Hornberg · Joentaus · Jutsavare · Kaalasluspa · Kääntöjärvi · Kaartijärvi · Kaartirova · Kaitum · Kattån · Keskijärvi · Killingi · Kilvo · Kilvokielinen · Koskivaara (Nattavaara) · Koskivaara (Skröven) · Koskullskulle · Kuolpa · Leipojärvi · Liikavaara · Lillsaivis · Linaälv · Malmberget · Mäntyvaara · Mårdudden · Markitta · Mettä Dokkas · Moskojärvi · Mukkavaara · Muorjevaara · Nattavaara · Nattavaara By · Neitiskaite · Neitisuanto · Nilivaara · Njarka · Norsivaara · Pahtopalo · Pålkem · Palo · Palohuornas · Pauki · Polcirkeln · Puoltikasvaara · Purnu · Purnuvaara · Raatukkavaara · Rantavaara · Ripats · Ruutti · Saanio · Sadjem · Saivorova · Sakajärvi · Sammakko-Lillberget · Sangervaara · Särkivaara · Sarvisvaara · Satter · Sjisjka · Skaulo · Skröven · Solberget · Soutujärvi · Storberget · Storsaivis · Stråberget · Suorvanen · Tidnokenttä · Tjautjas · Torasjärvi · Torrivaara · Ullatti · Urtimjaur · Vähävaara · Valtio · Vassaraträsket · Vettasjärvi · Vuottas · Yrttivaara